# Kawaii
Kawaii (可愛い (Khả ái) phát âm [ca-oai-i]; dịch sang tiếng Việt là "khả ái", "đáng yêu", "dễ thương" hay "đáng mến") là một từ vựng xuất phát từ tiếng Nhật. Từ này có thể chỉ đến những đồ vật, con người và động vật có sức quyến rũ, duyên dáng, "mỏng manh dễ vỡ", e thẹn và ngây thơ. Ví dụ như: dòng chữ đáng yêu, các dòng truyện manga nào đó, và các nhân vật như Hello Kitty và Pikachu.

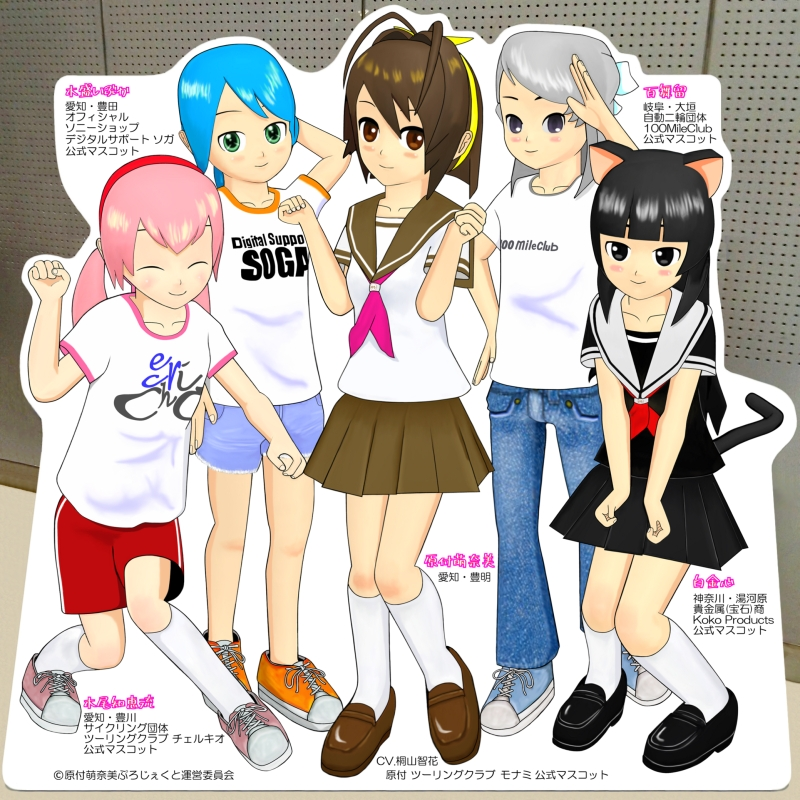
Moe là một ví dụ điển hình của Kawaii ở Nhật Bản.

Tàu E3 Series Shinkansen được trang trí hình Pokémon

Nhìn chung, kawaii cũng đã ảnh hưởng đến một số nền văn hóa khác. Những sản phẩm dễ thương ngày nay đã lan truyền đến các nước Đông Á như Trung Quốc, Đài Loan và ngay cả chính Nhật Bản, các nước Đông Nam Á như Philippines, Thái Lan, Singapore và Việt Nam. Văn hóa dễ thương hay thẩm mĩ kawaii, đã trở thành một khía cạnh nổi bật của nền văn hóa đại chúng Nhật Bản, của ngành giải trí, thời trang, ẩm thực, đồ chơi, phong cách hay ngoại hình của một cá nhân.

## Mỹ quan

### Thể hiện giới tính
Những người phụ nữ Nhật giả vờ hành xử kawaii (VD: nói giọng cao vút, the thé hay cười khúc khích) mà bị xem là gượng ép hoặc không giống thật thì được gọi là burikko (giả nai), điều này được coi là một cách thể hiện giới tính. Từ mới này được khai triển vào thập niên 1980, có lẽ bắt nguồn từ diễn viên hài Yamada Kuniko (山田邦子).

### Sức hấp dẫn tự nhiên
Ở Nhật Bản, sự dễ thương là chấp nhận được với cả nam và nữ. Từng tồn tại xu hướng nam giới cạo lông chân nhằm bắt chước vẻ ấu sinh. Phụ nữ Nhật thì thường cố gắng hành động dễ thương để thu hút người khác giới.

### Thời trang dễ thương

#### Kawaii phiên bản nam
Mặc dù kawaii là một phong cách thời trang điển hình mà nữ giới chiếm ưu thế, nhưng vẫn có nam giới quyết định dấn thân vào xu hướng này.
Các ngôi sao nhạc pop và diễn viên nam của Nhật Bản thường để tóc dài, ví dụ như thành viên Kimura Takuya của nhóm nhạc SMAP.

### Các sản phẩm

#### Tiếp nhận các sản phẩm phi kawaii
Có nhiều trường hợp các sản phẩm nổi tiếng của phương Tây đã thất bại trong việc đáp ứng sự mong đợi về kawaii (dễ thương), và do đó chúng không đạt được thành công tại thị trường Nhật Bản.

#### Ngành công nghiệp dễ thương
Kawaii (dễ thương) đang dần dần trải qua quá trình từ một tiểu văn hóa nhỏ bé tại Nhật Bản trở thành một phần quan trọng của nền văn hóa hiện đại Nhật Bản nói chung.
Nhật Bản đã và đang trở thành cường quốc trong ngành công nghiệp kawaii, và các hình ảnh của Doraemon, Hello Kitty, Pikachu, Thủy thủ Mặt Trăng và Hamtaro cũng đang vô cùng phổ biến trên các mặt phụ kiện dành cho điện thoại di động.
Truyện tranh và tạp chí kawaii mang lại nguồn lợi nhuận khổng lồ cho ngành công nghiệp in ấn Nhật Bản.